# Hôtel de Boisgelin

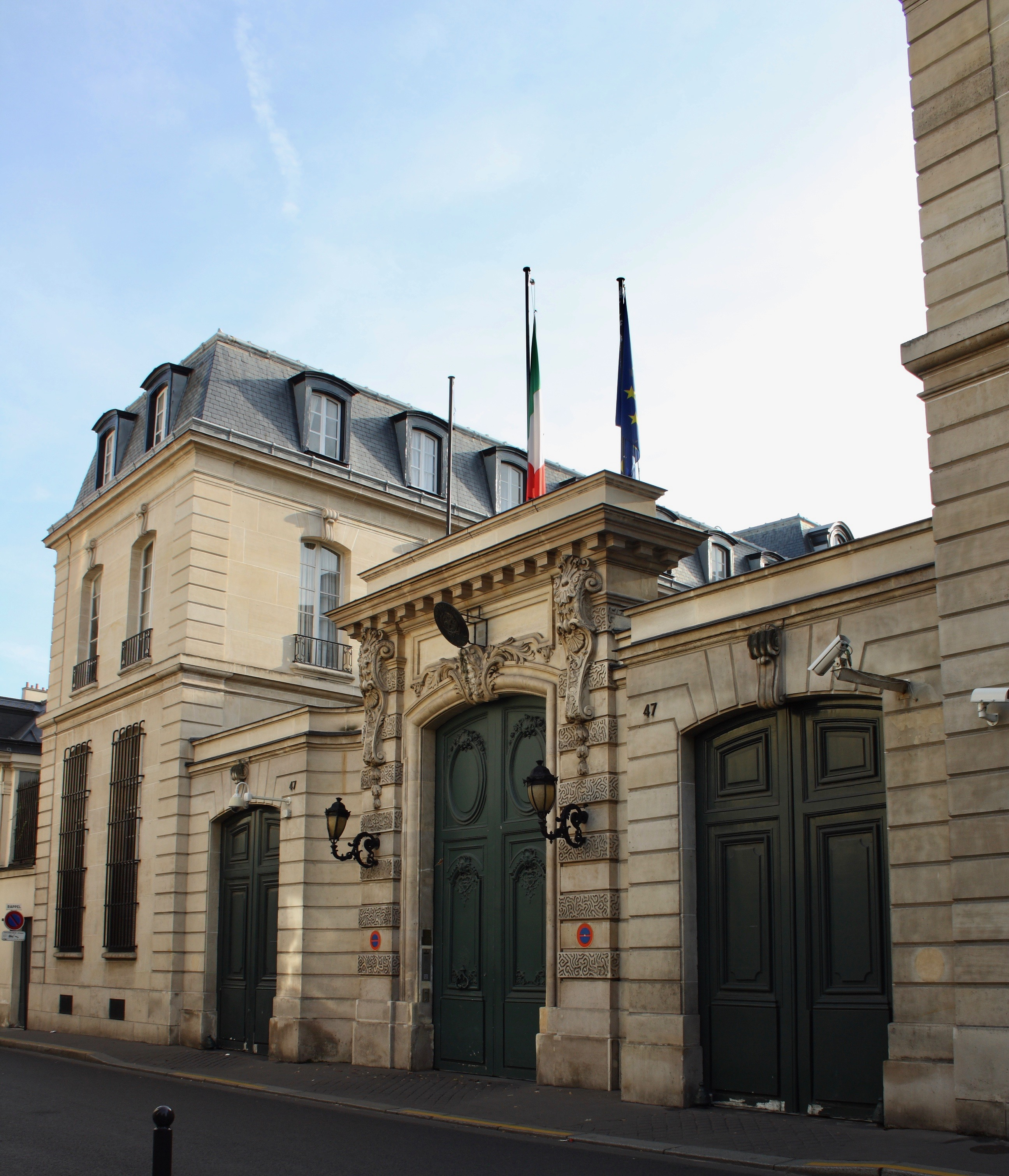
Eingang des Hôtel Boisgelin

Das Hôtel Boisgelin (auch Hôtel de La Rochefoucauld-Doudeauville) ist ein Stadtpalast in der Rue de Varenne im 7. Arrondissement am linken Seine-Ufer von Paris. Wenige Meter entfernt befindet sich das Hôtel Matignon, der Amtssitz des französischen Premierministers. Das Hôtel Boisgelin ist seit 1938 Sitz der Botschaft Italiens in Frankreich.

## Geschichte
Das Gebäude wurde 1732 nach Plänen von Jean-Sylvain Cartaud für den Bankier und ehemaligen Sekretär Ludwig XV., Gérard Heusch de Janvry, errichtet. Das Grundstück war Eigentum der Genossenschaft der Töchter der christlichen Liebe vom Hl. Vinzenz von Paul und wurde für 45 Jahre verpachtet. 1778 wurde das Haus von Camille de Lorraine, Prince of Marsan, bewohnt. 1779 übernahm es die Kanonissin Marie de Boisgelin und ab 1782 ihr Bruder, Jean-de-Dieu-Raymond de Boisgelin de Cucé, Erzbischof von Aix-en-Provence, nach dem das Palais heute benannt ist. Ab 1792 folgten mehrere Eigentümerwechsel. 1841 heiratete Louis-Sosthène de La Rochefoucauld, duc de Doudeauville, die Witwe und Eigentümerin Angélique Henriette de La Brousse de Verteillac. 1859 vermietete sie die erste Etage das Palais an einen Sohn aus erster Ehe ihres Gatten, Marie Charles Gabriel Sosthène de La Rochefoucauld, duc de Bisaccia. Letzterer kaufte das Palais 1876 und ließ es dann von dem Architekten Henri Parent im neugotischen Stil aus- und umbauen. 1937 wurde das Hôtel Boisgelin von der öffentlichen Caisse des dépôts et consignations erworben. 1938 wurde es auf der Grundlage einer Emphyteuse dem italienischen Staat zur Verfügung gestellt, der im Gegenzug Frankreich den Palazzo Farnese in Rom überließ. Die italienische Botschaft befand sich davor im benachbarten Hôtel de Galliffet (⊙); dort ist heute das italienische Kulturinstitut untergebracht.